# أفراهاط
أفراهاط (بالسريانية: ܐܦܪܗܛ - بالفارسية: فرهاد) ويعرف كذلك بالحكيم الفارسي هو راهب وكاتب سرياني عاش في منطقة حدياب شمال بلاد مابين النهرين التي كانت واقعة حينها ضمن أراضي الإمبراطورية الفارسية. الكتابات القليلة التي تتحدث عنه والتي نجت عبر الزمن هي مستندة في معظمها على تدويناته الشخصية. يتبين منها بأن أفراهاط ولد لأبوين وثنين (مجوسيين) في النصف الثاني من القرن الثالث. وبعد تحوله للمسيحية تبنى نمط حياة زاهدة متقشفة، وبلغ بعد ذلك مرتبة الأسقفية وسمي يعقوب. تسبب اسمه الجديد باللغط عبر العصور حيث كانت تنسب أحياناً أعماله ومؤلفاته ليعقوب أسقف نصيبين (المتوفي عام 338). ولم تتم مطابقة هوية «الحكيم الفارسي» مع أفراهاط إلا في القرن العاشر. نقل باحثون أوربيون مخطوطات تضمنت أعمال أفراهاط إلى خزانة المتحف البريطاني كان قد عُثر عليها في دير القديسة مريم بوادي النطرون في مصر ونشرت لأول مرة بنسختها السريانية الأصلية عام 1869.

## مؤلفاته
استناداً لمخطوطة محفوظة في المتحف البريطاني والتي تعود لعام 1364 كان أفراهاط أسقفاً لدير مار متي (المعروف بالشيخ متي) الواقع على الجانب الشرقي من نهر دجلة قرب مدينة الموصل الحالية، ويبدو أنه قضى معظم سنين حياته في ذلك الدير غير أن هناك من المؤرخين من يشككون بهذا الأمر، ولا يعرف تاريخ وفاته الفعلي ويعتقد البعض أنه مات «شهيداً». بحسب شهادة ابن العبري فأن أكثر سني فرهاد أو أفراهاط عطاءً كانت في فترة مفريانية مار بابا الأول مفريان المشرق والذي توفي عام 334، وهذا يتوافق مع ما وجد في كتابات أفراهاط نفسه التي تحدد زمن أنشطته الأدبية بين عامي 337 و345.
تتركز مؤلفات أفراهاط في 23 مقالة أو موعظة حول الأخلاق ومواضيع جدلية، كتبت جميعها باللغة السريانية. وضعت مواعظه الاثنين والعشرين الأولى بترتيب أبجدي وتقسم أحياناً إلى جزأين بحسب تاريخ الكتابة. المواعظ العشرة الأولى كتبت عام 337 وتعالج بالترتيب المواضيع التالية: الإيمان – المحبة والصدقة - الصوم - الصلاة – الحروب – الرهبان- التوبة – القيامة – التواضع - الرعاة. المجموعة الثانية من المواعظ كتبت عام 344 وهي بعنوان: الختان- الفصح – السبت – تشجيع (وهي رسالة عامة موجهة لرجال الدين المسيحي من أساقفة وقساوسة وشمامسة تتحدث عن الحياة الفاضلة) – تمييز الأطعمة – دعوة الأمم الوثنية – يسوع «الماشيح» – البتولية – تشتت اليهود - البر بالفقراء – الاضطهاد – الموت والأوقات الأخيرة. أضيف إلى هذه المواعظ الموعظة رقم 23 عام 345 والتي تحمل عنوان حبة العنب أو العنقود الأخير الذي يبقى في الكرم في إشارة لآية في سفر إشعياء (إشعياء 65: 8).
هذه المواعظ والتي تسمى كذلك «الرسائل» -لأنها كتبت بشكل أجوبة على تساؤلات صديق-، تعتبر من أقدم الوثائق الدينية للكنيسة السريانية، وإضافة لأهميتها التاريخية فهي تعتبر مراجع ذات قيمة كبيرة في الاهوت الدفاعي. وهي تتضمن معلومات عالية القيمة عن تاريخ أهم الأسئلة العقائدية والأخلاقية والليتورجية والكنسية وحتى عن أمور تتعلق بالتاريخ العام. ففي مؤلفاته يتحدث أفراهاط عن البتولية الدائمة لمريم العذراء وأمومتها لابن الله، وعن تأسيس الكنيسة على بطرس الرسول، وعن الأسرار الكنسية كلها -عدا سر الزواج- كما في موعظته السابعة التي تناولت سر التوبة والاعتراف. وكذلك فأن مؤلفات أفراهاط تستخدم في دراسة تاريخ الكتب المسيحية المقدسة لاحتوائها على شواهد كثيرة من الكتاب المقدس.

## روابط خارجية
- أفراهاط على موقع الموسوعة البريطانية (الإنجليزية)